# Bitwa nad Sawą i Drawą
Bitwa nad Sawą i Drawą – starcie zbrojne, które miało miejsce w roku 388 w czasie wojny domowej między cesarzem Teodozjuszem a Magnusem Maksymusem.
W roku 382 rozgorzały konflikty wewnętrzne w Cesarstwie Rzymskim na tle religijnym. Rok później w Brytanii doszło do buntu przeciwko cesarzowi Gracjanowi. Jednym z przywódców buntu był dowódca sił rzymskich – Hiszpan Magnus Maksymus, którego żołnierze obwołali cesarzem. Zebrawszy wojsko Maksymus przeprawił się na kontynent i pomaszerował w kierunku ujścia Renu. Tutaj stoczył zwycięskie walki z siłami Gracjana, który opuszczony przez większość wojsk wycofał się na południe. W pościg za nim Maksymus wysłał oddział jazdy Andragacjusza, który dopadł cesarza w rejonie Lugdunum. Dnia 25 sierpnia cesarz Gracjan został stracony, a Maksymus umocnił swoją władzę.
W roku 384 w wyniku rozmów pomiędzy Maksymusem, jego krewnym Teodozjuszem oraz przedstawicielami małoletniego Walentyniana II, Maksymus uznany został cesarzem. Do roku 387 nie udało mu się jednak zająć ziem będących we władzy Walentyniana II. W tym samym roku jednakże pod pretekstem walki z barbarzyńcami w Panonii, Maksymus wkroczył do Italii. Przerażony tym faktem Walentynian II zbiegł do Salonik, gdzie oddał się pod opiekę Teodozjusza.
Do działań wojennych pomiędzy Teodozjuszem a Maksymusem doszło w roku 388. Latem armia Teodozjusza pomaszerowała na zachód, zamierzając uderzyć na przeciwnika z rejonu Ilirii. Druga grupa wojsk w towarzystwie Walentyniana II drogą morską przeprawiła się ku Tybrowi. Po dojściu wojsk Maksymusa w rejon Sirmium, nad rzeką Sawą doszło do krwawej bitwy z siłami Teodozjusza. W jej wyniku Maksymus został pobity, po czym wycofał się w kierunku Italii. W trakcie przeprawy przez Drawę, wojska Teodozjusza stały się ponownie celem ataku sił Maksymusa. Także i tym razem armia Maksymusa poniosła klęskę, a on sam uciekł do Akwilei. Gdy pod miasto podeszły siły Teodozjusza, przypuściły zdecydowany atak na mury. Miasto zostało zdobyte, a pojmanego Maksymusa z polecenia Teodozjusza stracono. Wojna domowa zakończyła się.